# Hrvati u Slovačkoj
Hrvati u Slovačkoj su dio veće skupine hrvatskoga naroda koja se bježeći pred Turcima u 16. stoljeću naselila u Srednjoj Europi. Njihovo podrijetlo, naseljavanje i običaji su usko povezani s gradišćanskim i moravskim Hrvatima, od kojih su ih tek u 20. stoljeću razdvojile nove državne granice.
Slovački Hrvati mogu se podijeliti u dvije skupine :
1. Hrvatska sela južno od Bratislave - Čunovo, Hrvatski Jandrof (slovački Jarovce) i Rosvar (slovački Rusovce). Do 1918. godine smatrani su sastavnim dijelom gradišćanske skupine, a tada su od nje razdvojeni novom austrijsko-mađarskom granicom. 1947. godine ova tri sela su prešla iz sastava Mađarske u Čehoslovačku, da bi se Bratislavi kao pograničnom gradu osigurala strateška zaštita. Kako su povijesno bili okruženi njemačkim i mađarskim selima dugo su očuvali svoju posebnost. Danas su sastavni dio Bratislave, te su širenjem grada i doseljavanjem novog stanovništva izloženi brzoj asimilaciji. Dok se do danas u Hrvatskom Jandrofu i u Čunovu sačuvalo hrvatski jezik, u Rosvaru se više ne govori hrvatski.
2. Hrvatska sela sjeverno od Bratislave - u 16. stoljeću Hrvati su naselili veliki broj naselja oko grada Trnave, ali je u pretežno slovačkom okruženju zbog srodnog jezika i običaja asimilacija bila mnogo brža nego u Gradišću. Do 20. stoljeća su se održala hrvatska sela Hrvatski Grob (slovački Chorvatsky Grob) i Šenkvice. Zanimljivo je da su stanovnici Šenkvica sve do danas očuvali svijest o mjestu podrijetla, te održavaju veze s Hrvatskom Kostajnicom, odakle su doselili prije 400 godina.
Veliki broj Hrvata se isto držio u Devinskom Novom Selu (slovački: Devinska Nova Ves), koji je danas dio glavnog grada Bratislave. U centru sela je od 2005 god. smješten Muzej hrvatske kulture u Slovačkoj.
Nepostojanje škola i crkvi na hrvatskom jeziku dovelo je do gotovo potpune asimilacije Hrvata u Slovačkoj, posebno nakon Drugog svjetskog rata. Oni se danas većinom osjećaju pripadnicima slovačke nacije, ali i dalje njeguju kulturne veze s Hrvatskom.
Prema popisu iz 2001. godine u Slovačkoj je živjelo svega 890 Hrvata, uglavnom u slovačkom glavnom gradu (što uključuje i tri nekadašnja hrvatska sela). Na području Trnave gdje je početkom 20. stoljeća bilo oko 2000 Hrvata, danas se tako izjašnjava samo stotinjak ljudi.

## Kultura
Hrvatski kulturni savez u Slovačkoj  (HKSS) u Devinskome Novom Selu održava Hrvatski festival, s koncertima, izložbama i kulinarskim programon.

## Poznate osobe
Poznati Hrvati iz Slovačke i osobe hrvatskog podrijetla, te osobe koje su djelovale u Slovačkoj.
- Ivan Gašparovič, bivši slovački predsjednik
- Gustáv Husák, zadnji komunistički predsjednik Čehoslovačke
- Andrija Makar, profesor filozofije u ranom novom vijeku
- Stjepan Šajković, profesor filozofije u ranom novom vijeku

## Vanjske poveznice
- Službena stranica Hrvata u Slovačkoj
- Matica, glasilo HMI, br. 7/2006.  Arhivirana inačica izvorne stranice od 23. srpnja 2007. (Wayback Machine) Hrvati u Slovačkoj: Hrvatski kulturni centar u Devinskom Novom Selu (veliki (PDF), 4,5 MB)